# Invocation (Debussy)
Pour les articles homonymes, voir Invocation (homonymie).
Invocation, FL 51, est un chœur pour voix d'hommes et orchestre de Claude Debussy composé en 1883 sur un poème d'Alphonse de Lamartine.

## Présentation
Invocation, à l'incipit « Élevez-vous voix de mon âme », est composé en mai 1883 dans le cadre des épreuves préliminaires pour le prix de Rome (mise en loge du 5 au 11 mai), sur un texte d'Alphonse de Lamartine tiré des Harmonies poétiques et religieuses,.
Cette année-là, Claude Debussy est admis à concourir à l'épreuve de composition de la cantate, classé quatrième des épreuves d'admissibilité après Paul Vidal, Charles-René, Xavier Leroux et avant Edmond Missa.
L'œuvre est écrite pour chœur d'hommes (TTBB, avec ténor solo) et orchestre (ou piano à quatre mains).
Le manuscrit de la partition d'orchestre du morceau est conservé à la BnF (Ms. 969) et celui de la partition pour chœur et piano à quatre mains à la Pierpont Morgan Library de New York (ancienne collection Margaret G. Cobb).
Invocation est donné en première audition publique après la mort de Debussy, le 2 avril 1928 à Paris, salle Pleyel, par la Société des concerts du Conservatoire et le Chœur mixte de Paris, sous la direction de Marius-François Gaillard.
La partition avec accompagnement au piano à quatre mains est publiée par Choudens en 1928, puis en 1957 chez le même éditeur avec l'accompagnement orchestral.
La durée moyenne d'exécution de la pièce est de cinq minutes environ.
Dans le catalogue des œuvres du compositeur établi par le musicologue François Lesure, Invocation porte le numéro FL 51 (40).

## Discographie
- Claude Debussy : Music for the Prix de Rome, Hervé Niquet (dir.), Glossa / Palazzetto Bru Zane, 2009[4].
- Choruses for Male Voices and Orchestra, Mikael Stenbaek (ténor), Lund Student Singer, Malmö Opera Orchestra, Alberto Hold-Garrido (dir.), Naxos 8.572871, 2012.
- Claude Debussy : The complete works, Warner Classics, 2018[5] :
  - version avec piano à quatre mains : CD 24, Bernard Richter (ténor), Flemish Radio Choir, Marie-Josèphe Jude et Jean-François Heisser (piano), Hervé Niquet (dir.) ;
  - version avec orchestre : CD 24, Michel Caron (ténor), Chœur de la RTF, Orchestre du Théâtre national de l'Opéra de Paris, Manuel Rosenthal (dir.).